# Minnesota Twins
Minnesota Twins – drużyna baseballowa grająca w centralnej dywizji American League, ma siedzibę w Minneapolis w stanie Minnesota. Trzykrotny zwycięzca w World Series.

## Historia

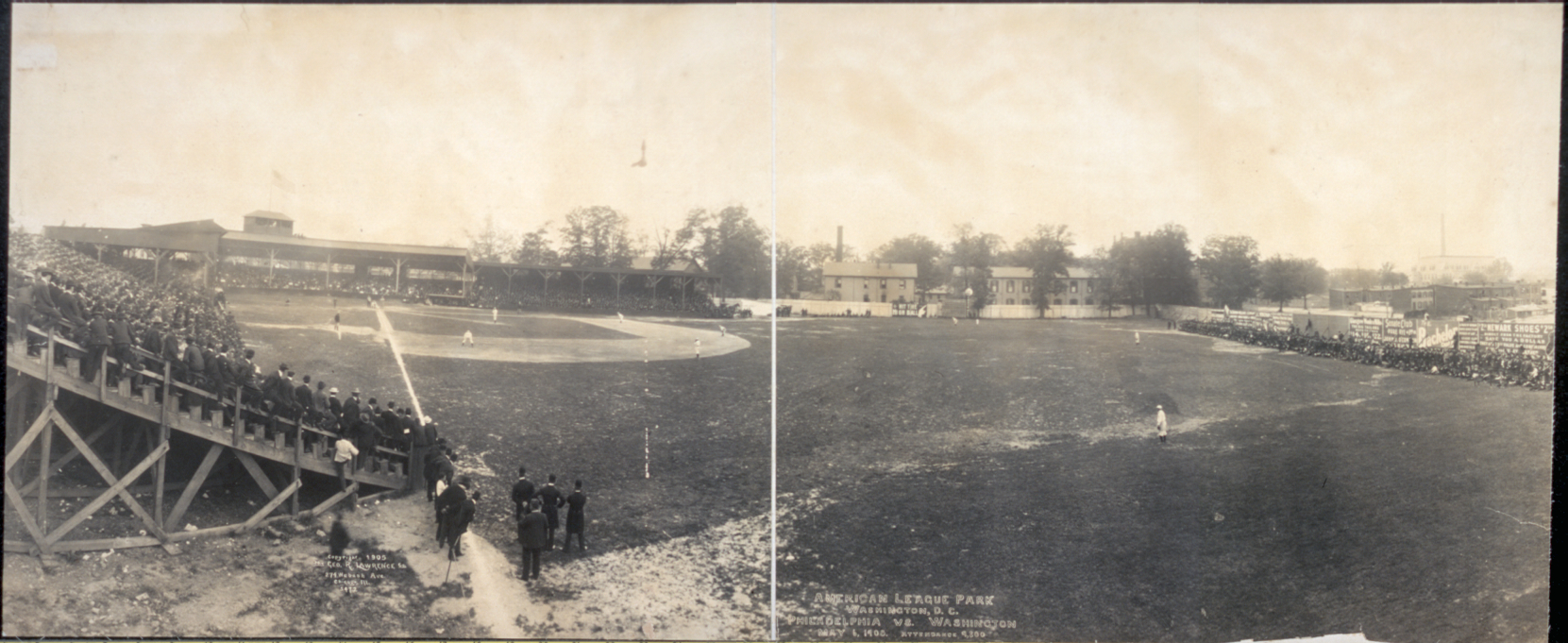
National Park w 1905.

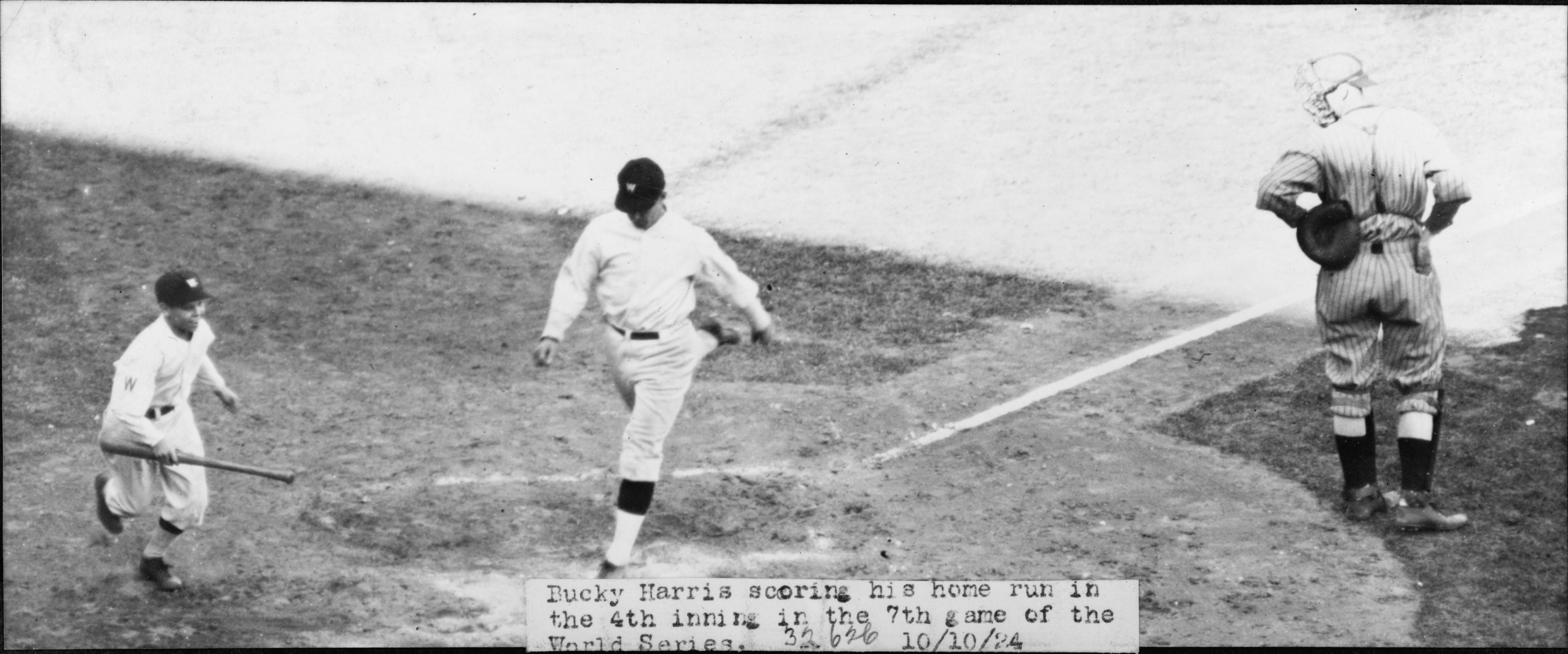
Bucky Harris zalicza bazę domową po zdobyciu home runa w meczu numer 7 World Series w 1924 roku.

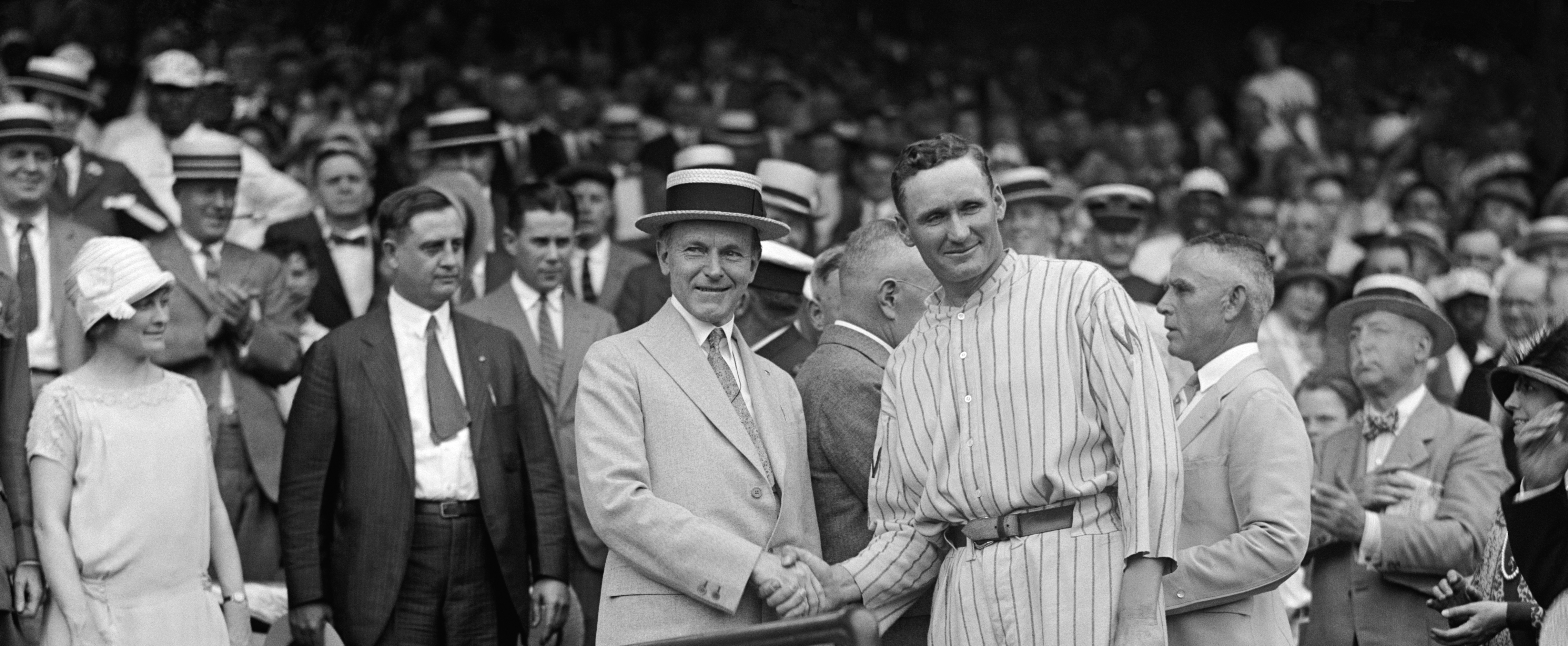
Prezydent Calvin Coolidge i lider zespołu Walter Johnson w 1925.

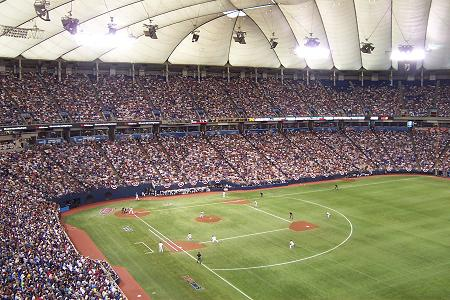
Metrodome w 2004 roku.

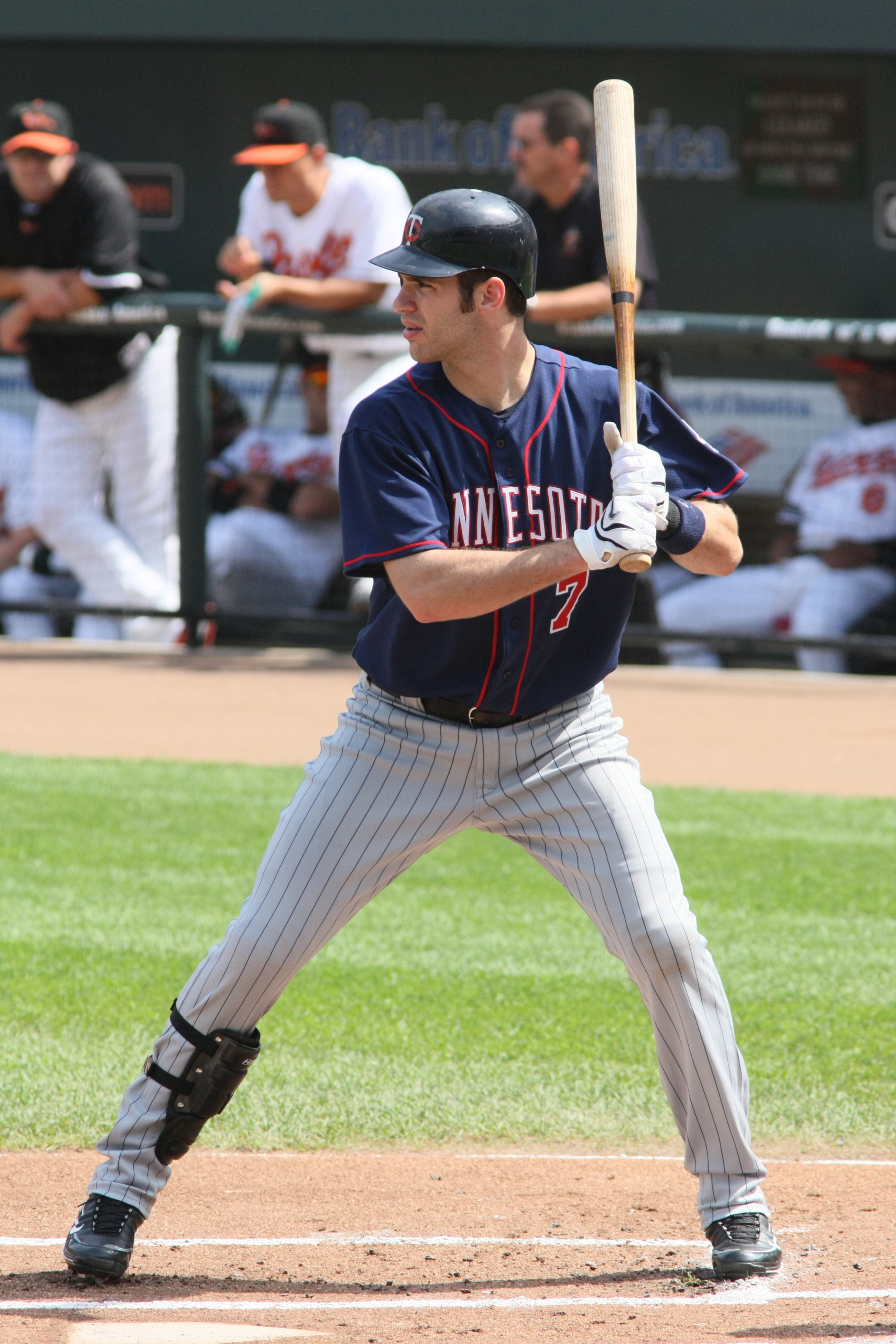
Joe Mauer – MVP American League w 2009.

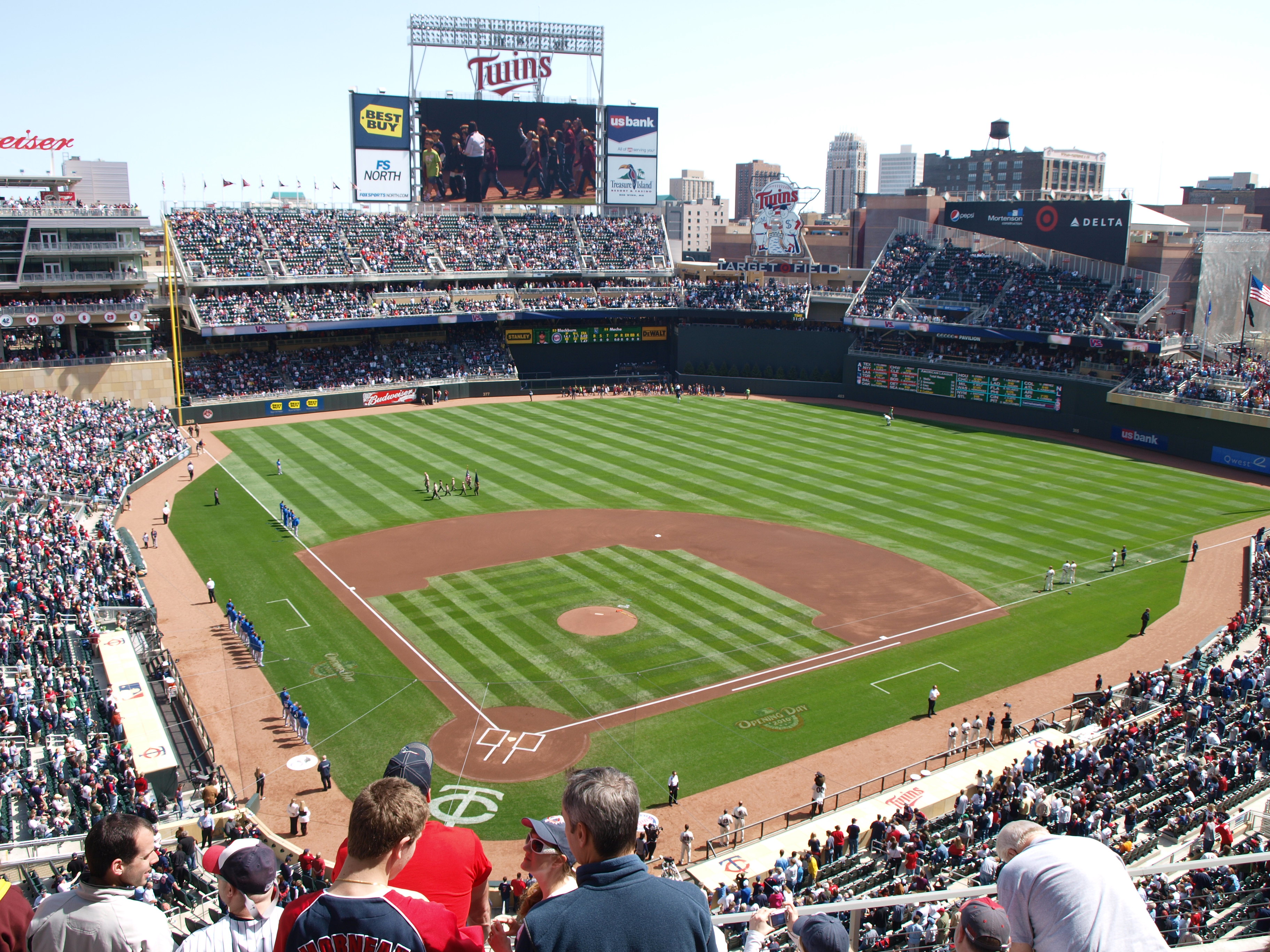
Target Field.

Klub powstał w 1894 w Kansas pod nazwą Kansas City Blues i przystąpił do rozgrywek Western League. W 1901 jego siedzibę przeniesiono do Waszyngtonu, a zespół nazwano Nationals, by nie mylić go z rozwiązanym dwa lata wcześniej Washington Senators, będącego członkiem National League; zespół przystąpił do rozgrywek nowo powstałej American League. Mimo iż klub nosił nazwę Nationals, kibice używali nazwy Senators, którą oficjalnie przyjęto dopiero w 1956 roku. Pierwszy mecz w American League zespół rozegrał 26 kwietnia 1901 przeciwko Philadelphia Athletics. W ciągu pierwszych dwóch sezonów Senators domowe mecze rozgrywali na stadionie American League Park, by w 1903 przenieść się na mogący pomieścić 10 tysięcy widzów obiekt National Park, zniszczony przez pożar w marcu 1911. Budowę nowego stadionu Griffith Stadium, powstałego w miejscu zniszczonego obiektu, ukończono częściowo po trzech tygodniach, dalsze prace kontynuowano gdy zespół grał mecze wyjazdowe, zakończono je w lipcu 1911; pojemność stadionu wynosiła 27 410 miejsc.
W sezonie 1924 Senators zdobyli pierwszy w historii mistrzowski tytuł po pokonaniu w World Series New York Giants 4–3 w serii best-of-seven. Rok później zespół zwyciężył w American League po raz drugi z rzędu, jednak przegrał w World Series z Pittsburgh Pirates 3–4. W sezonie 1933 drużyna osiągnęła najlepszy bilans zwycięstw i porażek od momentu powstania (99–53), jednak uległa w World Series New York Giants 1–4. 26 października 1960 prezydent klubu Calvin Griffith podjął decyzję o przeniesieniu siedziby klubu do Bloomington w stanie Minnesota; zespół nazwano Minnesota Twins od dwóch największych miast w tym stanie, sąsiadujących ze sobą Minneapolis i Saint Paul, których aglomeracja nosi nazwę The Twin Cities.
W sezonie 1965 Twins uzyskali najlepszy bilans w historii klubu (102–60), jednak przegrali w World Series z Los Angeles Dodgers w siedmiu meczach. W 1982 zespół przeniósł się na wybudowany kosztem 124 milionów dolarów, mogący pomieścić 56 144 widzów stadion Hubert H. Humphrey Metrodome, zlokalizowany w Minneapolis. W 1987 Twins zdobyli drugi w historii klubu mistrzowski tytuł po pokonaniu w World Series St. Louis Cardinals 4–3. Cztery lata później wygrali z Atlanta Braves 4–3; w meczu numer 7 decydującego o zwycięstwie runa, zdobył Dan Gladden w drugiej połowie dziesiątej zmiany, po wybiciu Gene'a Larkina.
Od 1992 do 2001 zespół ani razu nie uzyskał awansu do postseason. W 2002 Twins osiągnęli American League Championship Series przegrywając z późniejszym zwycięzcą w World Series Anaheim Angels 1–4. Od 2010 zespół w roli gospodarza występuje na wybudowanym kosztem 522 milionów dolarów, mogącym pomieścić 39 504 widzów stadionie Target Field.

## Sukcesy
| Tytuł                                               | Liczba | Rok                                                  |
| --------------------------------------------------- | ------ | ---------------------------------------------------- |
| World Series                                        | 3      | 1924, 1987, 1991                                     |
| American League American League Championship Series | 6      | 1924, 1925, 1933, 1965, 1987, 1991                   |
| American League Central Division                    | 7      | 1971, 1987, 1989, 1997, 2000, 2003, 2010, 2012, 2019 |
| American League West Division                       | 4      | 1969, 1970, 1987, 1991                               |

## Zastrzeżone numery
Od 1997 numer 42 zastrzeżony jest przez całą ligę ku pamięci Jackie Robinsona, który jako pierwszy Afroamerykanin przełamał bariery rasowe w Major League Baseball.
| Harmon Killebrew OF, 1B, 3B Zastrzeżony w 1975 | Tony Oliva OF, C Zastrzeżony w 1991 | Tom Kelly MGR Zastrzeżony w 2012 | Ken Hrbek 1B Zastrzeżony w 1995 | Bert Blyleven P Zastrzeżony w 2011 | Rod Carew 1B, 2B Zastrzeżony w 1987 | Kirby Puckett OF Zastrzeżony w 1997 | Jackie Robinson MLB Zastrzeżony w 1997 |